# Ann Pennington
Ann Pennington (Wilmington, 23 dicembre 1893 – New York, 4 novembre 1971) è stata una ballerina e attrice statunitense.
Fu una diva delle scene musicali degli anni dieci e venti del Novecento, protagonista delle Follies di Ziegfeld e degli Scandals di White. Diventò famosa come Shake and Quiver Dancer (Ballerina agita e fremi), nota per le sue variazioni apportate al Black Bottom - il ballo all'epoca primo rivale del charleston - e come ballerina di tip tap. Acquistò fama anche come attrice di cinema.
Dai lunghi capelli rossi, molto graziosa e piccola di statura, venne soprannominata Tiny.

## Biografia
Nata nel Delaware nel 1893, nel 1900 andò a vivere nel New Jersey, dove si trasferì a Camden con la famiglia. Suo padre lavorava per la casa discografica Victor. I Pennington erano quacqueri e Ann ebbe un'unica sorella, Nellie.
Cominciò a studiare danza nella scuola di ballo del professor Wroe e il suo debutto a Broadway fu nello spettacolo Wroe's Buds. Ann aspirava a diventare attrice di teatro, ma la sua minuscola statura (era alta 1,51) e la sua predisposizione per la danza cospirarono nel farle cambiare strada.

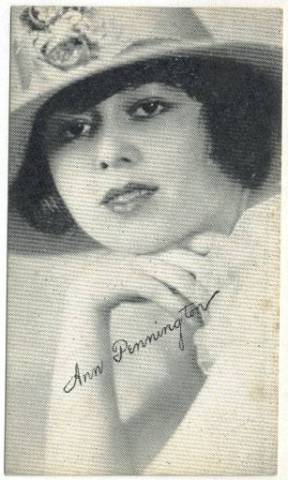
Cartolina pubblicitaria del 1917

Debuttò a Broadway entrando a far parte nel 1911 del corpo di ballo dello spettacolo The Red Widow, che aveva come protagonista Raymond Hitchcock. Partecipò alla prima rivista di Ziegfeld nel 1913: rapidamente, divenne una delle maggiori attrazioni degli spettacoli del celebre impresario. Data la sua piccola statura, i colleghi e gli amici le diedero il nome di Penny. Negli anni in cui lavorò per Ziegfeld, apparve sul palcoscenico accanto a Bert Williams, Eddie Cantor, Will Rogers, Fanny Brice (che diventò una sua amica intima), Marilyn Miller e W. C. Fields.
Passò poi a lavorare anche per il maggior rivale di Ziegfeld, George White, nei suoi "Scandals", ritornando ancora alle "Follies" negli anni seguenti. All'epoca, guadagnava mille dollari la settimana ben prima del 1920. Frequentatrice della vita notturna di Harlem negli anni del suo massimo splendore, visse sotto stretta sorveglianza di sua madre fino alla fine degli anni venti. Spiritosa e molto naturale, Ann Pennington era ritenuta, fuori del palcoscenico, una persona timida e poco estroversa, restìa a parlare della sua vita privata di quand'era giovane, prima del suo ingresso nel mondo dello spettacolo.
George Gershwin scrisse per lei alcune canzoni e, durante le prove, l'accompagnava al piano. Anche Cole Porter, Ray Henderson, Joe Burke, Edward Ward e Oscar Levant composero per lei nel 1931 i brani che Ann eseguì in The New Yorkers.
Come dimostra una sua registrazione di Believe Me che risale al 1930, poteva diventare una brava cantante quanto era brava nel ballo. Dei suoi numeri di danza non sono rimasti documenti filmati con la sola eccezione, forse, di Snake-Hips, un numero che appare in Happy Days (in Italia Giorni felici), un film del 1929. I suoi balletti in Gold Diggers of Broadway sono andati persi, mentre sopravvivono quelli girati per Tanned Legs. Doveva apparire anche in The Great Ziegfeld ma, in fase di montaggio, le sue scene vennero tagliate. La Warner l'aveva messa in lista tra le stelle che partecipavano al film del 1929 Rivista delle nazioni, ma anche qui la sua partecipazione saltò, probabilmente perché il suo numero, la canzone Believe Me, fu affidata a Irène Bordoni, una cantante francese che era stata messa sotto contratto dalla Warner. Pennington riuscì finalmente a cantare Believe Me nel 1930, nel film Hello, Baby e cantò e ballò You're responsible in Tanned Legs.
Finiti gli anni dei trionfi a Broadway e chiuso con il cinema, Ann fece delle tournée nel circuito del vaudeville. Cambiati i gusti del pubblico, finì la carriera in spettacoli di bassa qualità.
Si ritirò dalle scene nel 1940: la sua ultima apparizione fu ad uno spettacolo di beneficenza per le forze armate nel 1946.

### Vita privata
Fu legata a più di un uomo durante la sua vita, ma non si sposò mai né parlò mai della sua vita privata né per confermare né per negare alcun coinvolgimento sentimentale. Sarebbe stata fidanzata con il pugile Jack Dempsey, con l'impresario teatrale George White, con l'attore Buster West e con il musicista Brooke Johns. Ma nessuna di queste relazioni durò a lungo.
Ann Pennington fu essenzialmente una girovaga: non restava a lungo da nessuna parte. Cambiava spesso residenza e frequentava soprattutto gli alberghi di New York, a parte un periodo di tempo che passò in California insieme all'amica del cuore Fannie Brice, che lei in un momento di difficoltà aiutò con prestiti e donandole dei gioielli.
Ann era molto generosa e si trovò spesso ad aiutare qualcuno. Spesso i suoi prestiti non furono mai restituiti. I suoi enormi guadagni furono spazzati via nel corso degli anni dalle sue spese per gli alberghi e per le donazioni che fece a chiese e ad enti benefici.
Visse i suoi ultimi anni in alcuni alberghi di New York che si affacciano sulla Quarantaduesima Strada. Talvolta veniva riconosciuta, vecchia superstar sbiadita, memoria di un tempo finito, che si trascinava per le strade, colpita dall'artrosi.
Morì a New York per un ictus all'età di 77 anni. Venne sepolta al Valhallia Cemetery. Alla cerimonia funebre non partecipò nessuno della sua famiglia e le spese furono pagate dall'Actors Benevolent guild.

## Galleria d'immagini

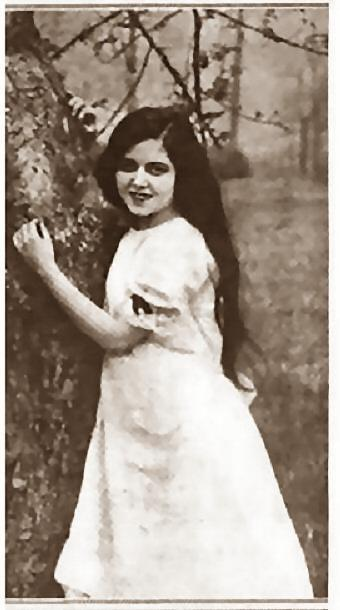
Susie Snowflake (1916)
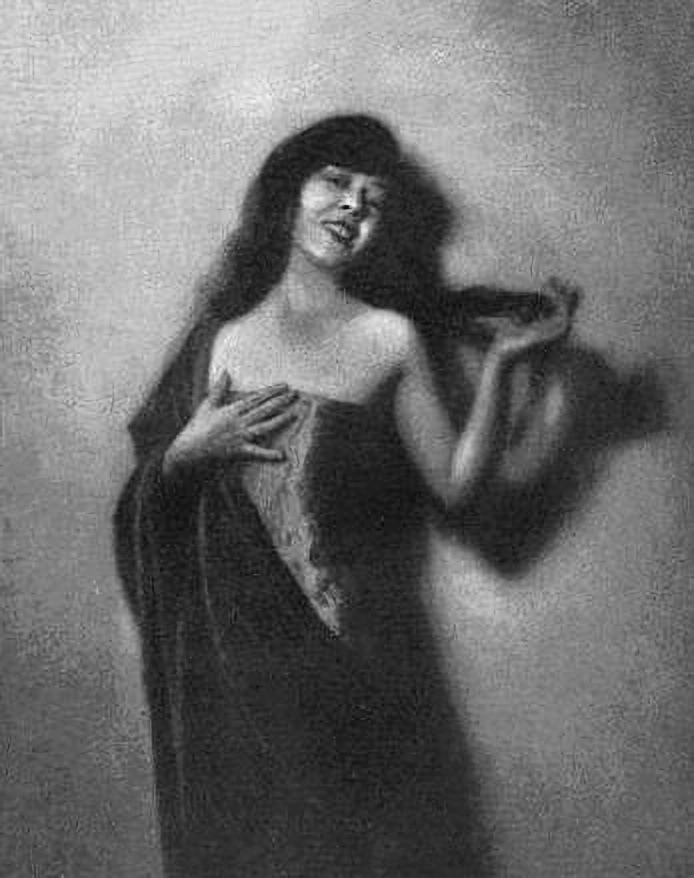
circa 1919
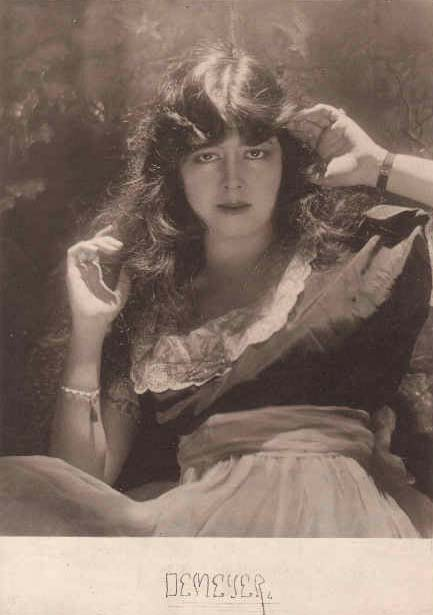
Foto Adolf de Meyer

## Spettacoli teatrali
- The Red Widow (Broadway, 6 novembre 1911)
- Ziegfeld Follies of 1913 (Broadway, 16 giugno 1913 - 6 settembre 1913)
- Ziegfeld Follies of 1914 (Broadway, 1º giugno 1914 - 5 settembre 1914)
- Ziegfeld Follies of 1915 (Broadway, 21 giugno 1915 - 18 settembre 1915)
- Ziegfeld Follies of 1916 (Broadway, 12 giugno 1916 - 16 settembre 1916)
- Miss 1917, libretto di Guy Bolton e P. G. Wodehouse   (Broadway, 5 novembre 1917)
- Ziegfeld Follies of 1918 (Broadway, 18 giugno 1918 - ...)
- George White's Scandals (1919) (Broadway, 2 giugno 1919 - 11 ottobre 1919)
- George White's Scandals (1920) (Broadway, 7 giugno 1920 - 2 ottobre 1920)
- George White's Scandals (1921) (Broadway, 11 giugno 1921 - 1º ottobre 1921)
- Jack and Jill (Broadway, 22 marzo 1923 - 9 giugno 1923)
- Ziegfeld Follies of 1923 (Broadway, 25 giugno 1923 - 15 settembre 1923)
- Ziegfeld Follies of 1924 (Broadway, 24 giugno 1924 - 7 marzo 1925)
- George White's Scandals (1926) (Broadway, 14 giugno 1926 - 18 giugno 1927)
- George White's Scandals (1928) (Broadway, 2 giugno 1928 - 19 gennaio 1929)
- The New Yorkers (Broadway, 8 dicembre 1930 - 2 maggio 1931)
- Everybody's Welcome (Broadway, 13 ottobre 1931 - 13 febbraio 1932)
- The Student Prince (Broadway, 8 giugno 1943 - 2 ottobre 1943)

## Filmografia
La filmografia è completa. Quando manca il nome del regista, questo non viene riportato nei titoli

### Attrice
- Susie Snowflake, regia di James Kirkwood (1916)
- The Rainbow Princess, regia di J. Searle Dawley (1916)
- The Little Boy Scout, regia di Francis J. Grandon (1917)
- The Antics of Ann, regia di Edward Dillon (1917)
- Sunshine Nan, regia di Charles Giblyn (1918)
- Madame Behave, regia di Scott Sidney (1925)
- The Mad Dancer, regia di Burton L. King (1925)
- A Kiss in the Dark, regia di Frank Tuttle (1925)
- The Lucky Horseshoe, regia di John G. Blystone (1925)
- La frontiera del sole (The Golden Strain), regia di Victor Schertzinger (1925)
- Cercatrici d'oro (Gold Diggers of Broadway), regia di Roy Del Ruth (1929)
- Giorni felici (Happy Days), regia di Benjamin Stoloff (1929)
- Is Everybody Happy?, regia di Archie Mayo (1929)
- La più bella vittoria (Night Parade), regia di Malcolm St. Clair (1929)
- Tanned Legs, regia di (non accreditato) Marshall Neilan (1929)
- Hello, Baby, regia di Larry Ceballos (1930)
- Texas Terrors, regia di George Sherman (1940)
- Unholy Partners, regia di Mervyn LeRoy (1941)
- Ragazza cinese (China Girl), regia di Henry Hathaway (1942)

### Film o documentari dove appare Ann Pennington
- Maschietta (Manhandled), regia di Allan Dwan (1924)
- La mosca nera (Pretty Ladies), regia di Monta Bell (1925)
- Night Club, regia di Robert Florey (1929)
- Medicus Film of New York World's Fair (documentario) (1940)
- Broadway: The American Musical documentario tv - filmati d'archivio (2004)

### Colonna sonora
- Giorni felici (Happy Days), regia di Benjamin Stoloff - interprete di Snake Hips (1929)
- Tanned Legs, regia di (non accreditato) Marshall Neilan - interprete (non accreditata) di You're Responsible e Tanned Legs (1929)
- Texas Terrors, regia di George Sherman - interprete di Listen to the Rhythm of the Range (1940)
- Ragazza cinese (China Girl), regia di Henry Hathaway - interprete di Put Your Arms Around Me, Honey (I Never Knew Any Girl Like You) non accreditata (1942)